# صيدناوي وبيع المصنوعات
شركة صيدناوي وبيع المصنوعات هي شركة حكومية مصرية، تابعة للشركة القابضة للسياحة والفنادق والتجارة إحدى شركات وزارة قطاع الأعمال العام، أنشأت على يد طلعت حرب بمرسوم ملكي في أكتوبر 1932 تحت اسم «شركة بيع المصنوعات المصرية»، وبدأت نشاطها عام 1933 بستة فروع وبرأس مال 5000 جنيه مصري.
في سنة 2018 تم دمج «شركة الملابس والمنتجات الاستهلاكية (صيدناوي)» الناتجة عن دمج محلات (صيدناوي، شملا، الطرابيشي، إسلام) في «شركة بيع المصنوعات المصرية» ليصبح الاسم الجديد بعد الدمج «شركة صيدناوى وبيع المصنوعات». تمتلك الشركة عدد 170 فرع، منهم 12 فرع مملوك و55 مؤجر كما تمتلك عدد 60 مخزن منهم 4 مخازن مملوكة و56 مؤجر وذلك في كافة أنحاء الجمهورية، وتم تغيير الاسم إلى شركة صيدناوي وبيع المصنوعات.

## معرض الصور

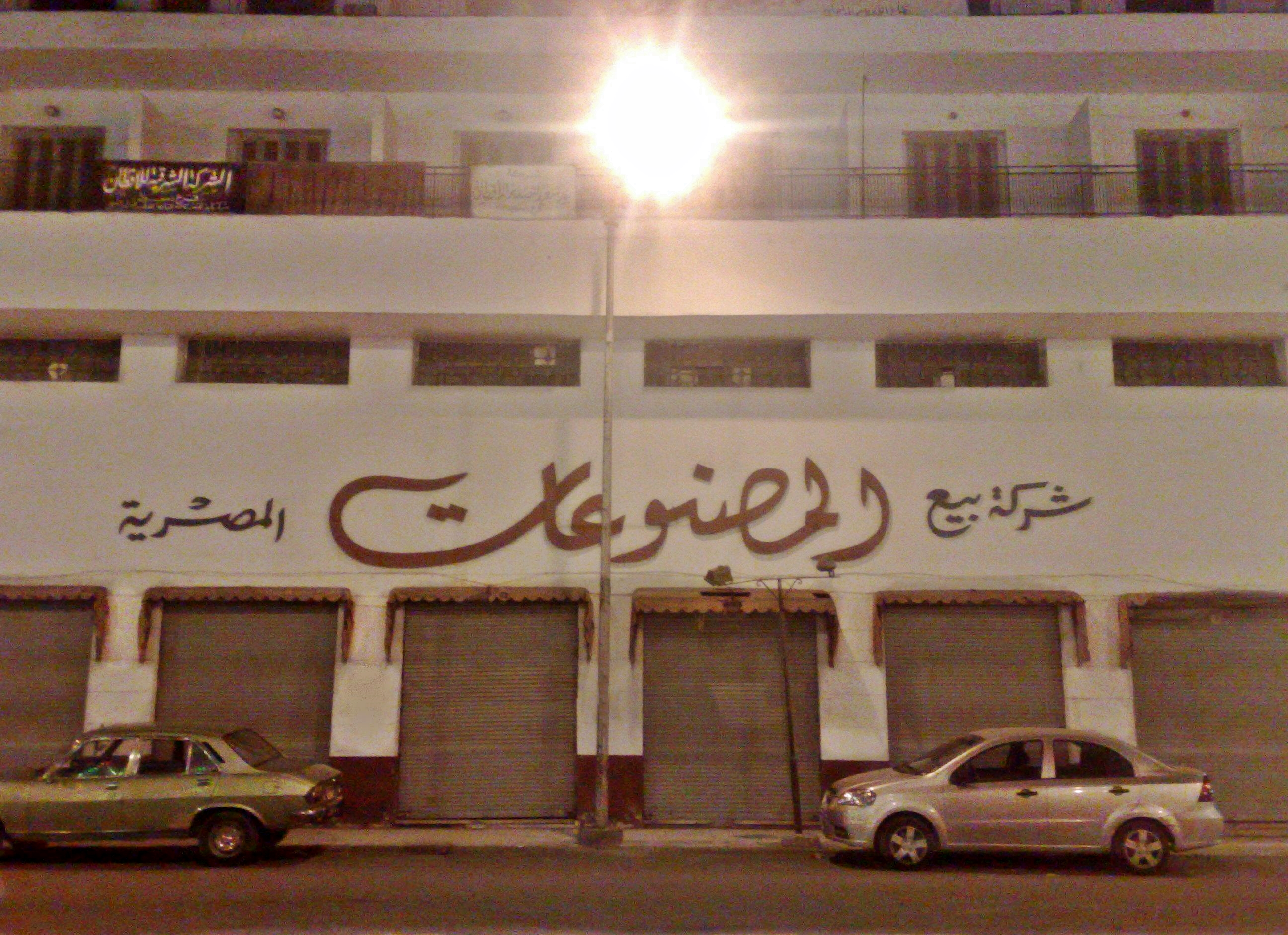
فرع الشركة بشارع الجيش بمدينة دسوق.
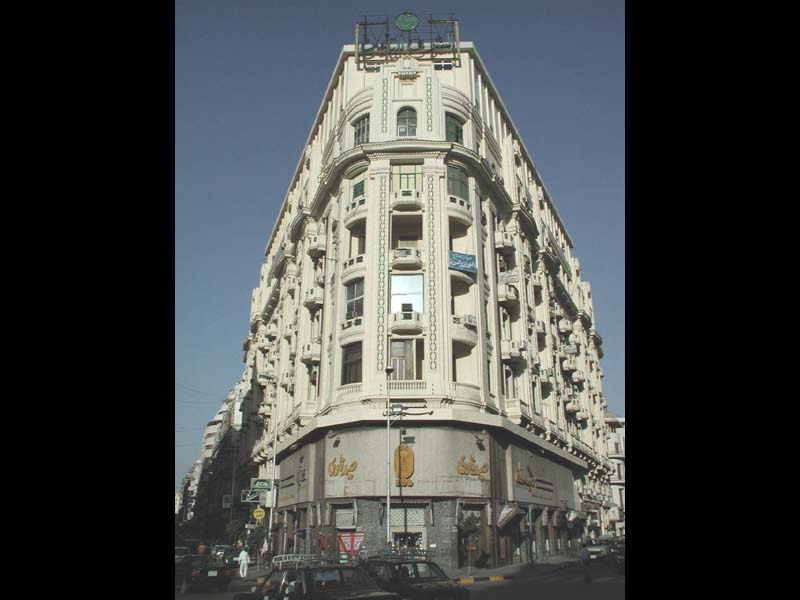
صيدناوي
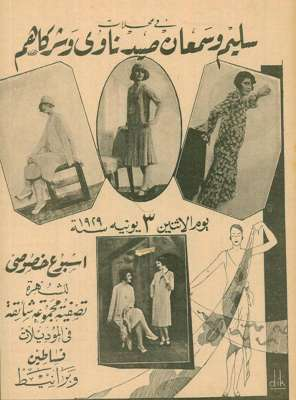
إعلان صيدناوي سنة 1929

## وصلات خارجية
- الموقع الرسمي للشركة
- صفحة الشركة على موقع فيس بوك.